# FV Vorwärts Faurndau
Der FV Vorwärts Faurndau ist ein Fußballverein aus dem zu Göppingen gehörenden Ortsteil Faurndau.
Die Gründung des Vereins erfolgte 1922 im Gasthaus Traube. Der damalige erste Vorstand hatte die Idee zur ungewöhnlichen Namensgebung des Vereins, der auch heute noch in den westlichen Bundesländern eher selten vorkommt. Die Dokumente gingen in den Kriegsjahren sowie nach einem Brand im Jahr 1993 größtenteils verloren.

## Männerfußball
Im Jahr 1971 gelang der ersten Herrenmannschaft der Aufstieg in die 2. Amateurliga, im gleichen Jahr wurde auch eine Frauenmannschaft gegründet. In der Saison 1976/77 nahmen die Herren des FV Faurndau am DFB-Pokal teil, unterlagen jedoch dem FC Hanau 93 mit 1:4. Zwei Jahre später mussten die Herren in die neugegründete Bezirksliga absteigen. Nach einem weiteren Abstieg in die Kreisliga A Neckar/Fils, Staffel 3, spielte die Mannschaft von der Saison 2012/13 bis 2017/18 wieder in der Bezirksliga. Nach einem erneuten Abstieg schaffte der FVF nur eine Saison später wieder den Aufstieg.

## Frauenfußball
Wesentlich erfolgreicher waren die Frauen und Mädchen des FV Faurndau. Die Mädchen errangen mehrmals die süddeutsche Meisterschaft. 1992/93 nahm die Frauenmannschaft am DFB-Pokal teil, in der Saison 1995/96 gelang der erstmalige Aufstieg in die Fußball-Oberliga Baden-Württemberg. Bis zum Rückzug im Sommer 2016 war die Frauenmannschaft eine feste Größe in der Oberliga.
Am 19. August 2016 gab der Verein bekannt, dass sich die Mannschaft für die Saison 2016/17 komplett aus der Oberliga zurückgezogen hat. Dem Rückzug waren interne Streitigkeiten vorausgegangen.

### Bekannte Spielerinnen
- Irene Ann Ofori, ghanaische U19-Nationalspielerin[6]
- Cecília Gáspár, ungarische Nationalspielerin
- Ann-Katrin Berger, deutsche Nationalspielerin